# Eie Ericsson
Knut Eie Ericsson, född 25 december 1933 i Trollhättan, död 21 december 2011 i Råda församling, Västra Götalands län, var en svensk lärare och läroboksförfattare.
Ericsson, som var son till köpman Carl Ericsson och Sigrid Bynander, avlade studentexamen i Vänersborg 1952, folkskollärarexamen i Göteborg 1955, studerade i St Andrews i Skottland 1957 och blev filosofie magister i Göteborg 1961. Han var folkskollärare i Trollhättan 1955, ämneslärare vid enhetsskolans högstadium i Råda, Mölnlycke, 1958, adjunkt vid enhetsskolans högstadium i Stora Lundby, Gråbo, 1961, och var adjunkt i engelska och tyska vid lärarhögskolan i Göteborg från 1962. Han är känd som författare av läroböcker i tyska för grundskolan.